# Snehansu Kanta Acharya
Pour les articles homonymes, voir Acharya (homonymie).
Snehansu Kanta Acharya, né le 1er septembre 1913 et mort le 27 août 1986, est un ancien avocat général (1977-1986) du Bengale occidental ainsi qu'un dirigeant du Parti communiste indien (marxiste).

## Biographie

### Enfance et formation
Il est le fils du Sashi Kanta Acharya Chaudhuri, un ancien maharaja de Mymensingh, premier zamindar du Bengale. Les Maharajas de Mymensingh étaient les zamindars les plus riches et les plus âgés du district de Mymensingh, et étaient classés par ordre de préséance à la Maison du gouvernement à Calcutta. Il a étudié au Scottish Church College et plus tard à l'Université de Calcutta. Il a été admis au barreau grâce à l'Honourable Society of the Middle Temple, à Londres.

### Famille
Son épouse, Supriya Acharya (Mukhopadhyaya), est la fille de l'écrivain bengali Sourindra Mohan Mukhopadhyaya, également membre actif du Parti communiste indien (marxiste). Son fils, Sourangshu Kanta Acharya, est médecin et sa fille, Bijoya Goswami, est réputée comme érudite en sanscrit. Son petit-fils Shri Basudev Acharya a hérité de sa célèbre bibliothèque, et sa collection est maintenant visible dans le canton de Kalyani. La célèbre chanteuse Suchitra Mitra était sa belle-sœur.

### Carrière politique
Il était membre du mouvement du groupe des étudiants indiens durant la lutte pour la liberté. Ce mouvement a été formé pour soutenir l'idéologie marxiste, afin de protester contre la domination coloniale de l'Inde et contrer le fascisme. Il a également travaillé comme secouriste au moment de l'émeute de 1946 à Calcutta, avant de rejoindre le Parti communiste indien. Il était aussi étroitement associé à l'ancien ministre en chef du Bengale occidental, Shri Jyoti Basu. Il a reçu le Premier Ordre du Mérite de Syrie en 1957 et a dirigé plusieurs délégations en Europe, en Asie et en Afrique.

## Mémoires
Une faculté de droit intitulée Snahanshu Kanta Acharya Institute of Law (SKAIL) a été créée en son nom à l'Université de Kalyani. Elle se trouve sur le campus universitaire.